# L'Amour à la Simpson
L'Amour à la Simpson (France) ou Histoire d'amour (Québec) (Another Simpsons Clip Show) est le 3e épisode de la saison 6 de la série télévisée Les Simpson.
L'épisode a été écrit par Jon Vitti et réalisé par David Silverman. C'est le second épisode des Simpsons montrant des images des cinq précédentes saisons. L'épisode présente des références culturelles au livre de 1992, Sur la route de Madison (en) et du film de 1967, Le Lauréat. L'épisode a plutôt reçu des avis négatifs. Il a reçu, sur l'échelle de Nielsen, un taux de 8,7 et a été le quatrième plus haut taux sur le réseau Fox cette semaine.

## Synopsis
Cet épisode est une série de flash-back sur le thème de l'amour.
Lisa, Bart et Maggie regardent Itchy et Scratchy quand Marge intervient pour leur parler d'amour, car elle s'est rendu compte que cela n'avait jamais été fait. Elle explique que le romantisme est partout (on voit Flanders et sa femme puis Smithers et Burns), il suffit de se rappeler les moments très chers (on voit toutes les blagues téléphoniques que Bart a fait à Moe puis Homer avec des sucreries). Elle raconte la fois ou alors qu'elle était en rogne après Homer qui lui avait offert (officieusement pour lui) une boule de bowling pour son anniversaire, elle s'était mise à fréquenter un prof du bowlorama très osé.
Ensuite c'est au tour d'Homer d'évoquer la fois ou une jeune femme avait été engagée par Burns, Mindy, pour laquelle il était tombé amoureux (voir La Dernière Tentation d'Homer).
Lisa, elle, raconte le moment Ralph pensait que Lisa l'aimait alors que Lisa avait été pris de pitié pour elle quand il l'avait vu sans partenaire en classe pour la Saint Valentin et Bart raconte quand la fille de la voisine et copine de Marge avait annoncé qu'elle aimait Jimbo dans une histoire de cœur brisé. Enfin Marge parle de l'amour qu'il y avait entre sa mère et Abraham (voir L'Amoureux de Grand-Mère). Pour conclure Homer raconte son premier baiser avec Marge.

## Production
Comme le titre anglophone (Another Simpsons Clip Show) le suggère, c'est le second épisode dans le genre clip-show après l'épisode Poisson d'avril (So It's Come To This: A Simpsons Clip Show), le dix-huitième épisode de la quatrième saison.

## Note
- Cet épisode n'a jamais été diffusé sur Canal+. Sa première diffusion a eu lieu sur W9 le 21 juin 2006. C'est Pierre Laurent qui double les voix de Jacques (Marge perd la boule), le révérend Lovejoy, etc[1].
- Jon Vitti a utilisé le pseudonyme Penny Wise afin de ne pas être crédité en tant que scénariste de cet épisode. Il a réutilisé ce surnom pour l'épisode "138e épisode, du jamais vu !".